# Aguardiente

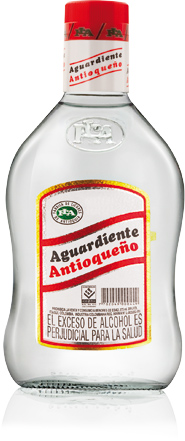
Aguardiente

Aguardiente är ett namn på spritdrycker. Ordet är spanska och betyder "brännande vatten," efter känslan som framkallas i strupen. Det är ett generiskt namn på brännvin utan entydig definition, men har olika lokal användning. I princip är det en produkt av en fermenterad mäsk eller vin som sedan destillerats, och benämningen aguardiente används om cachaça, rom, cognac, whisky, tequila, vodka med mera. 
Den ena av de spritprodukter som bär namnet aguardiente är ett sockerrörsderivat förekommande i Mexiko och Colombia, ibland även kallat guaro, och den andra är ett druvdestillat i stil med grappa som förekommer i Chile. 
Man brukar ofta smaksätta aguardiente med olika kryddor och nötter, där anis är en vanlig smaksättare. Man använder aguardiente som bas i drinken Cola de Mono (en), "Apans Svans", innehållande mjölk och kaffe. I Brasilien görs drinken caipirinha av aguardente de cana.
Aguardiente de orujo används i Galicien för att bereda drinken queimada som nyttjas i den traditionella riten med samma namn.
"Tomar el once" ("ta en elva") är en gammal eufemism för en suppaus med aguardiente som innehåller 11 bokstäver, och brukas idag bland chilenare överfört, som ett vanligt uttryck för "fika" eller lätt lunch.